# Merel Bosma
Merel Bosma (13 november 1992) is een Nederlands langebaanschaatsster en marathonschaatsster. Sinds 2019 rijdt zij voor Team Turner. In 2017 werd Bosma tweede bij het Open Nederlands Kampioenschap op natuurijs op de Weissensee in Oostenrijk. In 2020 eindigde ze als derde bij dit kampioenschap. Vier jaar later is het dan eindelijk raak tijdens dit kampioenschap, Bosma kroont zich tot Nederlands kampioene.
Op de Nederlandse kampioenschappen afstanden van 2020 startte zij op het onderdeel massastart.

## Records

### Persoonlijke records[6]
| Afstand    | Tijd    | Datum            | Baan       |
| ---------- | ------- | ---------------- | ---------- |
| 500 meter  | 43,67   | 18 januari 2010  | Heerenveen |
| 1000 meter | 1.24,64 | 27 februari 2010 | Heerenveen |
| 1500 meter | 2.09,06 | 26 februari 2010 | Heerenveen |
| 3000 meter | 4.27,87 | 27 februari 2010 | Heerenveen |
| 5000 meter | 7.50,57 | 29 januari 2010  | Heerenveen |

## Erelijst
- Open Nederlandse kampioenschappen marathonschaatsen op natuurijs 2017
- Open Nederlandse kampioenschappen marathonschaatsen op natuurijs 2020
- Open Nederlandse kampioenschappen marathonschaatsen op natuurijs 2024